# Seegraben (Bühler)
Der Seegraben ist ein allenfalls etwa 2 km langer Bach im Gemeindegebiet von Bühlertann im Landkreis Schwäbisch Hall im nordöstlichen Baden-Württemberg, der im Hauptort der Gemeinde von links und Westen in die mittlere Bühler mündet.

## Geographie

### Oberläufe
Der Seegraben hat zwei im Vergleich zu seinem Unterlauf recht lange Oberläufe, welche allerdings nur zeitweilig Wasser führen. Beide entstehen nahe der westlichen Gemeindegrenze zur Mittelfischacher Teilortgemarkung von Obersontheim in den Hangwäldern der Talwasserscheide zwischen Bühler- und Fischachtal. Beide Oberläufe sind im steileren Teil in ihren Ursprungswäldern als sich schlängelnde, wenigstens zeitweilig wasserführende Rinnen mit sandig-kiesigem Bett gut zu erkennen. Nach dem Übertritt in die flache Wiesenflur westlich von Bühlertann laufen sie in unscheinbaren Wiesengräben und teilweise in verdolten Abschnitten, ehe sie nach Durchlaufen eines meist oder größtenteils trockenen Rückhaltebeckens den Siedlungsrand Bühlertanns erreichen.
Der wenig längere linke Oberlauf entsteht im Wald des westlichen Galgenbergs an einer Wegschneise auf etwa 420 m ü. NHN. Er fließt ostwärts und auch noch die ersten 150 Meter nach seinem Waldaustritt in einem deutlich eingetieften Graben, wechselt dann am Fuß eines Hangwäldchens am östlichen Galgenberg unter einem Feldweg hindurch in die flachen Talwiesen, wo sein Verlauf teils unklar ist, bis er an einer Wiese am Nordwestrand der Kreuzäckersiedlung den Rand einer Wiese mit einem 200 Meter langen Rückhaltedamm erreicht, der entlang dem Weg am Ortsrand verläuft. Nach Passieren des Grundablasses zieht er in dieser relativ neuen Siedlung in einem zwei bis drei Dutzend Meter breiten Grünstreifen auf meist öffentlichem Grund erst zwischen Enzian- und Silberdistelweg, dann zwischen Kreuzäckerring und Talstraße, wo er anfangs einen unbeständigen Teich durchläuft. Nachdem er den Kreuzäckerring an der anderen Seite unterquert hat, läuft er vor dem Hohenbergweg in einen eingezäunten kleinen Teich ein, wo er sich mit dem anderen Oberlauf vereint. Dieser Oberlauf ist etwa 1,6 km lang und trägt zum Einzugsgebiet ca. 0,4 km² bei.
Der rechte Oberlauf entsteht im Mittelwäldle in einer kleinen Waldklinge. Er fließt zunächst nordostwärts durch den Wald, später nordnordostwärts durch die Wiesen und durchläuft am Südwestrand des Siedlungsgebietes von Bühlertann beim Sportplatz ebenfalls ein Rückhaltebecken, dieses mit kleinem Dauereinstau. Dann folgt er als Graben der Siedlungsgrenze, zuletzt neben dem Hohenbergweg, wo er dann den eingezäunten kleinen Vereinigungsteich erreicht. Dieser Oberlauf ist etwa 1,5 km lang und trägt zum Einzugsgebiet ca. 0,7 km² bei, scheint aber trotz größerer Entwässerungsfläche unbeständiger zu sein als sein linkes Pendant.

### Verlauf
Der Seegraben verlässt auf etwa 379 m ü. NHN diesen Teich und fließt entlang dem Seegrabenweg in reguliertem Lauf neben einer angepflanzten Baumreihe ostwärts. Er passiert den Friedhof und verschwindet dann an der Einmündung des Seegrabenwegs in die Seestraße in einer unterirdischen Verdolung. Erst an Gewerbebauten vorbei, dann im teils lockerer bebauten Bereich zwischen den alten Siedlungskernen Bühlertanns um den Kirchplatz im Norden und um die Dorfmühle im Süden, läuft er immer nordöstlicher. An der Brücke der Ellwanger Straße (L 1060) mündet er schließlich von links auf etwa 371 m ü. NHN in die Bühler.

### Einzugsgebiet
Der Seegraben hat ein Einzugsgebiet von 1,3 km² Größe. Es liegt im südlichen Teil des Unter-Naturraums Vellberger Bucht der Hohenloher und Haller Ebene. Sein höchster Punkt liegt auf etwa 436 m ü. NHN an der Nordwestecke auf dem Galgenberg nahe dem dessen Höhe erschließenden Waldweg über dem Ursprung des linken Oberlaufs, während über dem des linken nur etwa  425 m ü. NHN erreicht werden. Beide kleinen Hochflächen liegen auf der Corbula-Schicht des Gipskeupers (Grabfeld-Formation), in dem Oberläufe und Bach bis in den Bereich des Friedhofs verbleiben. Dort setzt dann der Lettenkeuper (Erfurt-Formation) der Bühlerniederung ein, die einen nur kleinen Teil des Einzugsgebietes umfasst.
Hinter dem Galgenberg-Sporn im Norden liegt das Quellgebiet des Eierbachs, des nächsten linken Bühlerzuflusses unterhalb von Bühlertann. Im Westen grenzt das Einzugsgebiet der bedeutenderen Fischach an. Jenseits des Hohenberg-Sporns im Süden, auf dem die südlichen Wasserscheide läuft, strebt der Furtbach, amtlich wohl nach seinem Tal Keimenklinge[n]bach genannt, wie Eierbach und Seegraben, aber oberhalb des Dorfes ostwärts zur Bühler. 

### Zuflüsse und Seen
Liste der Zuflüsse und  Seen von der Quelle zur Mündung. Gewässerlänge, Seefläche, Einzugsgebiet und Höhe nach den entsprechenden Layern auf der Onlinekarte der LUBW. Andere Quellen für die Angaben sind vermerkt.
Ursprung des Seegrabens auf etwa 379 m ü. NHN in Bühlertann in einem eingezäunten Kleinteich von unter 0,1 ha. neben der Hohenbergstraße, den seine zwei Oberläufe speisen.
- (Bach vom westlichen Galgenberg), linker und westlicher Oberlauf, ca. 1,6 km und ca. 0,4 km². Entsteht auf etwa 420 m ü. NHN auf dem westlichen Galgenberg an einer Waldwegschneise etwa hundert Meter östlich der Gemeindegrenze zur Mittelfischacher Teilortgemarkung von Obersontheim. 49° 2′ 23″ N, 9° 52′ 57″ O
  -  Durchfließt auf etwa 483 m ü. NHN den etwa 200 Meter langen Damm eines Rückstaubauwerks eines Rückhaltebeckens entlang dem nordwestlichen Randweg der Kreuzäckersiedlung, Rückhaltefläche bis allenfalls 0,7 ha.
  -  Durchfließt auf etwa 481 m ü. NHN einen unbeständigen Teich kurz nach der Querung des Kreuzäckerrings, unter 0,1 ha.[LUBW 6]
- (Bach aus dem Mittelwäldle), rechter und westsüdwestlicher Oberlauf, ca. 1,5 km und ca. 0,7 km². Entsteht auf etwa 410 m ü. NHN in einer kleinen Waldklinge im Mittelwäldle ebenfalls etwa hundert Meter östlich der Gemeindegrenze zur Mittelfischacher Teilortgemarkung von Obersontheim. 49° 2′ 0″ N, 9° 53′ 7″ O
  -  Durchfließt auf etwa 482 m ü. NHN den winzigen Dauerteich eines Rückhaltebeckens kurz vor der Siedlungsgrenze Bühlertanns am Ende des Hartwegs, maximal 0,4 ha.

Mündung des Seegrabens von links und Westen auf ca. 371 m ü. NHN in Bühlertann unter der Straßenbrücke der Ellwanger Straße in die mittlere Bühler. Der Bach ist hier ab der Vereinigung seiner Oberläufe 0,6 km, zusammen mit dem längeren seiner beiden Oberläufe ca. 2,2 km lang und hat ein Einzugsgebiet von ca. 1,3 km².

## Landschaft
Außerhalb der Siedlungsgrenze von Bühlertann nehmen Wiesen den größten Teil der Fläche ein. An den das Einzugsgebiet einfassenden Spornen von Galgenberg und Hohenberg stehen Wälder, an seinem westlichen Rand stehen sie fast geschlossen. Auf dem vorderen Galgenberg-Sporn liegen die Heideflächen des 2,3 ha großen Naturdenkmals Galgenberg bei Bühlertann zu einem Teil am Hang zum linken Seegraben-Oberlauf her, zum anderen zum Eierbach.

### LUBW
Amtliche Online-Gewässerkarte mit passendem Ausschnitt und den hier benutzten Layern: Lauf und Einzugsgebiet des Seegrabens

Allgemeiner Einstieg ohne Voreinstellungen und Layer: Daten- und Kartendienst der Landesanstalt für Umwelt Baden-Württemberg (LUBW) (Hinweise)
1. 1 2 3  Höhe nach dem Höhenlinienbild auf dem Hintergrundlayer Topographische Karte.
2. 1 2 3  Länge nach dem Layer Gewässernetz (AWGN).
3. 1 2  Länge abgemessen auf dem Hintergrundlayer Topographische Karte.
4. 1 2 3  Einzugsgebiet abgemessen auf dem Hintergrundlayer Topographische Karte.
5. ↑  Seefläche abgemessen auf dem Hintergrundlayer Topographische Karte.
6. ↑  Seefläche nach dem Layer Stehende Gewässer.

### Andere Belege
1. ↑  Modellierte Werte nach Abfluss-BW Gewässerknoten MQ/MNQ
2. ↑  Wolf-Dieter Sick: Geographische Landesaufnahme: Die naturräumlichen Einheiten auf Blatt 162 Rothenburg o. d. Tauber. Bundesanstalt für Landeskunde, Bad Godesberg 1962. → Online-Karte (PDF; 4,7 MB)
3. ↑  Geologie nach der unter → Literatur aufgeführten geologischen Karte. Einen gröberen Überblick verschafft auch: Mapserver des Landesamtes für Geologie, Rohstoffe und Bergbau (LGRB) (Hinweise)